# کمبریج (مینه‌سوتا)
کمبریج  (به انگلیسی: Cambridge) شهری در شهرستان آیسنتی ایالت مینه‌سوتا در کشور ایالات متحده آمریکا است که جمعیت آن در سرشماری سال ۲۰۱۰ میلادی، ۸۱۱۱ نفر بوده‌است.